# Butcher Hill
Butcher Hill è un videogioco d'azione sulla Guerra del Vietnam, pubblicato nel 1989 per gli home computer Amiga, Amstrad CPC, Atari ST, Commodore 64 e ZX Spectrum dalla Gremlin Graphics. È composto da tre fasi di genere misto, prima al comando di un gommone e poi di un soldato a piedi.
Si gioca nei panni degli occidentali e l'obiettivo finale è assaltare un villaggio sotto l'altura di Butcher Hill (lett. "Collina del Macellaio"), nome probabilmente ispirato dal film Hamburger Hill del 1987.

## Modalità di gioco
In Butcher Hill il giocatore controlla un soldato in tre fasi consecutive, con modalità di gioco molto differente tra loro. La parte inferiore dello schermo rimane costante nelle tre fasi e mostra le informazioni di stato, tra cui munizioni, energia vitale, vite e tempo rimanente.
Il fiume: nella prima fase si pilota un gommone lungo un fiume. La visuale è in prospettiva da dietro il mezzo. Si può spostare il gommone a destra e sinistra e sparare ad altezza regolabile usando un mirino mobile. Il fiume ha curve e molti ostacoli da evitare: rocce, canneti e mine. Queste ultime si possono distruggere sparandogli. Ogni tanto il fiume è sorvolato da aerei nemici, non attaccabili dal giocatore, che mitragliano l'acqua. Sul fiume galleggiano anche rifornimenti alleati di munizioni o energia da raccogliere. Per terminare la fase si può sbarcare su tre diversi pontili; sbarcare più avanti permette di raccogliere più rifornimenti, che restano validi per le fasi successive.
La giungla: la seconda fase è uno sparatutto in prima persona con il soldato a piedi in un labirinto di vegetazione. Si può avanzare dritto o in diagonale, fare dietro-front e ruotare di 90°. Se compare un soldato nemico si può sparare usando un mirino mobile. Ci sono mine antiuomo visibili, da evitare o eliminare sparandogli. Se è stata raccolta sul fiume, si dispone di una bussola. Nella giungla si possono trovare luoghi particolari, radure che spesso ospitano depositi nemici. Qui l'inquadratura diventa fissa e si combattono con il mirino eventuali soldati che si affacciano dai ripari. Eliminandoli tutti si ottengono dei rifornimenti. L'obiettivo finale è raggiungere il villaggio a nordest, ma spesso la vegetazione costringe a deviazioni.
Solo su Amiga e Atari ST può scendere la notte, che riduce la visibilità, ma se è stato raccolto si può attivare un visore notturno.
Il villaggio: nell'ultima fase si controlla il soldato visto di spalle, che può correre a destra e sinistra di fronte al villaggio nemico, mostrato con scorrimento orizzontale. L'obiettivo è distruggere tutte le baracche in primo piano usando le granate. Bisogna evitare il fuoco dei nemici che si affacciano dalle finestre. Altri nemici arrivano correndo dallo sfondo e si possono uccidere con il mitra, anche qui controllato con un mirino mobile. Se un nemico correndo riesce ad arrivare all'estremo inferiore della visuale e fuggire, si subisce una penalità sul tempo a disposizione.

## Accoglienza
Butcher Hill ricevette un'accoglienza tiepida dalla critica europea, in tutte le sue versioni.
Molte riviste diedero giudizi intorno alla sufficienza, con voti complessivi che nel migliore dei casi arrivano a 7/10.
Molte altre ritennero il gioco mediocre, nel complesso poco sotto la sufficienza.
Alcune testate arrivarono a dare valutazioni decisamente negative.
Spesso, nonostante la varietà delle fasi, fu ritenuto carente di originalità; secondo diverse riviste il primo livello sarebbe molto simile a Live and Let Die, il secondo è ispirato a Platoon (alle sue sequenze nei cunicoli) e il terzo ricorda Operation Wolf, tutti giochi che erano usciti di recente sugli home computer, gli ultimi due erano anche successi di analoga ambientazione bellica.
In ogni caso l'aspetto estetico e la giocabilità furono sempre ritenuti ordinari o peggio.
Anche sul più potente Amiga la grafica non era considerata all'altezza delle potenzialità della macchina, sebbene il sonoro fosse adeguato.